# Demosthenes (generaal)
Demosthenes († ~413 v.Chr. op Sicilië) was een Atheens veldheer en een ervaren strategos in de Peloponnesische Oorlog.
In 426 v.Chr. begon Athene een veldtocht in Aetolië en Demosthenes landde met een Atheens leger bij Olpae waar hij Sparta versloeg in de Slag bij Olpae. De Atheners leden zware verliezen en er werd een wapenstilstand gesloten.
In 425 v.Chr. werd Demosthenes met een Atheense vloot van vijf triremen naar Sicilië gestuurd om een opstand te onderdrukken, vanwege een storm leed hij echter schipbreuk op de kust van de Peloponnesos bij de stad Pylos. De Atheners bouwden er een nederzetting en er werd een garnizoen gelegerd.
De Spartaanse veldheer Brasidas besloot de Atheense nederzetting te omsingelen en uit te hongeren. Demosthenes trok zich in de nacht met 200 hoplieten terug op het eiland Sphacteria. De Atheense vloot nu versterkt met 50 triremen uit Zakynthos versloeg de Spartanen in de Slag bij Pylos.
Na de inname van Pylos door Demosthenes bezet Sparta op haar beurt Sphacteria, het Atheense leger voornamelijk peltasten en slingeraars slachten de Spartanen af bij een oud fort in de Slag bij Sphacteria.
In 424 v.Chr. werden Demosthenes en Hippocrates bij Megara door Brasidas verslagen. Demosthenes ging daarna naar Boeotië om Griekse huurlingen te ronselen voor een invasie naar Naupactus, om de democratische revolutie te ondersteunen.
Na de Atheense nederlaag in de Slag bij Delium, probeerde Demosthenes de Tempel van Delium te heroveren, hij landde bij Sicyon maar de Atheners werden wederom in een ongelijke strijd door Boeotië en Korinthe verslagen.
In 421 v.Chr. was Demosthenes een van de afgevaardigden die de Vrede van Nicias ondertekende, het zou een tijdelijke wapenstilstand zijn met Sparta.
In 417 v.Chr. leidde Demosthenes na de Slag bij Mantinea de evacuatie van het Atheense leger uit Epidaurus.
In 415 v.Chr. stuurde Athene een strafexpeditie onder leiding van Nicias, Lamachus en Alcibiades naar Syracuse.
In 414 v.Chr. moesten Demosthenes en Eurymedon met 73 triremen en 5.000 hoplieten de belegering doorbreken. Hij viel in de nacht de Syracusaanse vestingmuur op Epipolae aan, een steile bergklif boven Syracuse. De Atheners werden door de Boeotiërs verslagen en van de klif verdreven, velen stortten in de zee.
Demosthenes was hierdoor ontmoedigd en besloot om terug te keren naar Athene, om Attica te verdedigen tegen een Spartaanse invasie. Vanwege een blokkade in de haven van Syracuse probeerde hij over land Sicilië te verlaten, maar de Syracusanen namen hem en Nicias gevangen.
Tegen de orders van Gylippus in, de vlootvoogd van de Syracusaanse vloot, werden ze beide in het openbaar geëxecuteerd.
De Siciliaanse Expeditie was een catastrofe voor Athene geworden, de Atheense vloot was vernietigd en ca. 9.000 hoplieten waren gesneuveld. Sparta werd als dominante mogendheid erkend in Griekenland.